# Quinn Johnson
(en) Statistiques sur pro-football-reference
Quinn Marcus Johnson (né le 30 septembre 1986 à La Nouvelle-Orléans) est un joueur américain de football américain. 

## Lycée
Johnson joue au West Saint John High School d'Edgard où il remporte en 2003 le titre de champion de la division 2A de l'état de Louisiane.

## Carrière

### Université
Il joue ensuite avec les LSU Tigers lors de son passage à l'université. À la fin de la saison 2008, il décide de s'inscrire pour le draft de la NFL de 2009.

### Professionnel
Quinn Johnson est sélectionné lors du draft au cinquième tour au 145e choix par les Packers de Green Bay. Il signe son contrat avec la franchise du Wisconsin le 22 juillet 2009. 
Il joue neuf matchs lors de sa première saison professionnel (rookie) et reçoit à deux reprises le ballon. Lors de la saison 2010, il joue onze matchs (dont quatre comme titulaire) ne recevant que trois ballons. Il remporte son premier titre professionnel le 6 février 2011 lorsque les Packers remportent le Super Bowl XLV contre les Steelers de Pittsburgh.
Le 3 septembre 2011, Johnson est échangé aux Titans du Tennessee. Il joue quatre matchs dont un comme titulaire avec cette équipe avant d'être libéré, le 7 octobre, pour permettre à Ahmard Hall de revenir dans l'effectif après sa suspension. Le 10 octobre, il signe avec les Broncos de Denver mais ne joue aucun match avec la franchise du Colorado et retourne chez les Titans pour la saison 2012. Durant cette saison, il joue l'ensemble des matchs de la saison dont la moitié comme titulaire.